# Le Journal de la Haute-Marne
Pour les articles homonymes, voir JHM.
Le Journal de la Haute-Marne (JHM) est un quotidien d'informations générales de la Haute-Marne, diffusé à 17 693 exemplaires sur tout le département.

## Histoire

### Un titre duXIXesiècle
Le Journal de la Haute-Marne est lancé en 1807 et imprimé à Chaumont. Il est principalement rédigé par l'avoué Jean-Joseph Pothier. À sa mort en 1810, son fils et ses associés se disputent la propriété du titre. Il est fusionné sous la monarchie de Juillet avec L'Écho de la Haute-Marne, qui l'absorbe et conserve ce dernier titre jusqu'en 1906.

### DeLa Haute-Marne Libéréeau groupe de presse

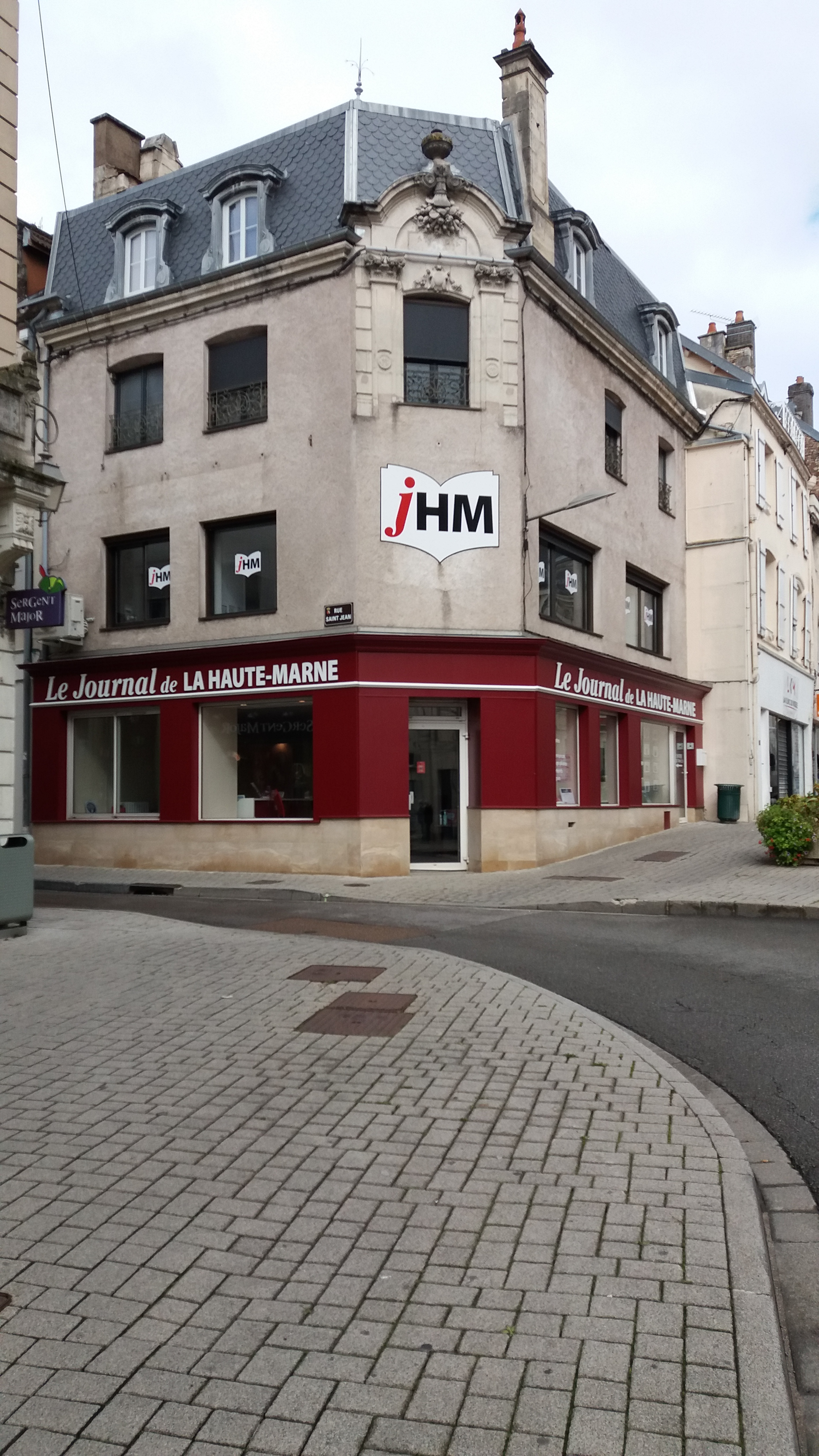
Locaux du Journal de la Haute-Marne à Chaumont.

À la Libération, en septembre 1944 , Gilbert Bletner fonde un nouveau journal sous le nom La Haute-Marne Libérée.
En 1968, La Haute-Marne Libérée s'associe avec L'Est Républicain, établi à Nancy, au sein d'un groupement d'intérêt économique. Les deux titres sont maintenus mais sortent des mêmes rotatives, ont en grande partie le même contenu, à part les pages locales. Plus d'une vingtaine de journalistes travaillent pour les deux titres.
La Haute-Marne Libérée devient, en 1993 le Journal de la Haute-Marne sous la houlette du fils du fondateur, Jean Bletner, qui dirige l’entreprise depuis les années 1960. 
Dans les années 1990, le groupe Est Républicain, propriétaire du Journal de la Haute-Marne, est un des douze groupes de la presse quotidienne régionale qui se partagent la France. 
Dans les années 2000, le groupe Est Républicain est absorbé par le groupe de presse EBRA, dirigé par le Crédit Mutuel. Le Journal de la Haute-Marne est donc intégré dans un groupe de presse de grande taille, qui contrôle presque toute la presse quotidienne régionale de l’Est de la France.

### Le virage du numérique
Face au développement de la presse en ligne, le Journal de la Haute-Marne fait partie des titres qualifiés de leader explorateurs, qui, pour protéger leur position dominante, cherchent à explorer les nouvelles possibilités offertes par l’internet au début des années 2010. 
À la même époque, le Journal de la Haute-Marne investit les réseaux sociaux, surtout Facebook et peu Twitter. En 2011, il est classé parmi les titres émergents en matière d'interaction avec les internautes et de valeur ajoutée sur les réseaux sociaux par rapport aux liens vers le site.
Ce quotidien compte plus de cent salariés, trente journalistes, un réseau de 300 correspondants, 320 vendeurs-colporteurs et 150 diffuseurs. Jean Bletner, ancien rédacteur en chef du quotidien, meurt le 31 juillet 2018.

## Agences locales
- Chaumont
- Saint-Dizier
- Langres